# Sternbergia schubertii
Sternbergia schubertii là một loài thực vật có hoa trong họ Amaryllidaceae. Loài này được Schenk miêu tả khoa học đầu tiên năm 1840.